# San Pedro Verfrut Airport
San Pedro Verfrut Airport är en flygplats i Chile.   Den ligger i provinsen Provincia de Melipilla och regionen Región Metropolitana de Santiago, i den södra delen av landet, 90 km sydväst om huvudstaden Santiago de Chile. San Pedro Verfrut Airport ligger 151 meter över havet.
Terrängen runt San Pedro Verfrut Airport är kuperad åt sydost, men åt nordväst är den platt. Runt San Pedro Verfrut Airport är det glesbefolkat, med 12 invånare per kvadratkilometer.. 
Trakten runt San Pedro Verfrut Airport består till största delen av jordbruksmark.